# أعز أصحاب (فلم)
أعز أصحاب فيلم مصري من إنتاج عام 2009 من تاليف محمد ناير وإخراج أحمد سمير فرج.

## ملخص الأحداث
تدور أحداث فيلم «أعز أصحاب» حول مجموعة من أصدقاء الدراسة يتقابلون للمرة الأولى بعد انقطاع عشر سنوات في خطبة صديقتهم، حيث تحدث بعض المشكلات في علاقة هؤلاء الأصدقاء بعد هذا الغياب بسبب انشغال كل منهم بحياته وأعماله. الفيلم يتحدث عن مدى علاقة الصداقة بين الأصدقاء، وهي العلاقة التي يحكمها مدة العلاقة نفسها في الماضي، ومن الممكن أن يتغاضى الصديق عن عيوب صديقه الذي يرتبط به بعلاقة من سنوات كثيرة وهو ما يستحيل حدوثه مع صديق جديد، والفيلم يلقي الضوء على علاقة الصديق وصديقه والمشكلات التي تواجهها الصداقة الحقيقية وقلتها لانشغال الكل بحياته وعمله .

## الشخصيات
- أحمد فلوكس : (علي)
- أحمد السعدني : (محمد أمين)
- سوما: (دينا)
- مروة عبد المنعم : (هالة زوجه محمد أمين)
- لانا سعيد : (إنجي)
- معتز التوني : (كميا)
- رانيا يوسف : (سارة عشيقة محمد أمين)
- أشرف رياض : (حسين)

## روابط خارجية
- مقالات تستعمل روابط فنية بلا صلة مع ويكي بيانات